# 経験 (辺見マリの曲)
「経験」（けいけん）は、1970年5月11日に発売された辺見マリの2枚目のシングル。

## 解説
作詞は安井かずみ、作曲は村井邦彦がそれぞれ手掛けた。フィンガーアクションが話題を呼んで大ヒットした。
オリコンヒットチャート最高2位、レコード売り上げ30万枚を記録し、1970年の新人賞レースをほぼ独走した。
本作は野村真樹（現・将希）の「一度だけなら」と共に、1970年11月に開始された第1回日本歌謡大賞・放送音楽新人賞と、12月の第3回日本有線大賞・新人賞を始め、同年末の第12回日本レコード大賞・新人賞などを獲得した（最優秀新人賞は「もう恋なのか」のにしきのあきら（現・錦野旦）が受賞）。
歌詞の内容とフィンガーアクションから当時のNHKでは歌唱できず、辺見はこの年『第21回NHK紅白歌合戦』に出場するも本作ではなく、次作の「私生活」で出場している。
谷隼人の第一回主演作品として東映で映画化され、辺見マリが本作を熱唱するシーンもある。
1970年にフジテレビ系列で放送されたバラエティ番組『祭りだ!ワッショイ!』のワンコーナー「おたのしみアニメ劇場（歌謡アニメ劇場）」において、辺見マリの歌う「経験」が使用された。

## 収録曲
- 両楽曲共に、作詞：安井かずみ／作曲：村井邦彦／編曲：川口真

1. 経験（2分47秒）
2. 19歳の変身（2分26秒）

## カバー
- ちあきなおみ (1970年、アルバム『愛は傷つきやすく ちあきなおみ歌謡ポップスを唄う』に収録)
- 朝丘雪路 (1970年、アルバム『男・女・経験　雪路ビッグ・ヒットを唄う』に収録)
- 池玲子 (1971年、アルバム『恍惚の世界』に収録)
- サーカス（1978年／アルバム「サーカス1」収録）
- 畑中葉子（1981年／アルバム「白日夢」収録）
- 中森明菜(2009年、ムード歌謡 〜歌姫昭和名曲集)

## 映画
本曲を題材とした歌謡映画が1970年10月6日に東映系で公開された。谷隼人の第一回主演作品。濡れ場の連続ながら、一般映画として公開されている。

### キャスト
- 桜井年男 - 谷隼人
- 的場勇 - 渡瀬恒彦
- 平松あき子 - 大原麗子
- 矢沢初枝 - 集三枝子
- 後藤田文吉 - 金子信雄
- 牛込甲太郎 - 小松方正
- 阿井川さおり - 三原葉子
- 小松十志子 - 賀川雪絵
- 白石 - 太宰久雄
- 客 - 八代万智子
- 客 - 梅宮辰夫
- 歌手 - 辺見マリ
- 歌手 - 大信田礼子
- 浦辺粂子、上田吉二郎、大泉滉、小林千枝、五十嵐じゅん、西岡慶子、関山耕司[5]、小林稔侍、石倉三郎

### スタッフ
- 監督 - 鷹森立一
- 脚本 - 成澤昌茂
- 企画 - 吉峰甲子夫・安斉昭夫
- 撮影 - 中島芳男
- 美術 - 北川弘
- 音楽 - 八木正生
- 録音 - 長井修堂
- 照明 - 元持秀雄
- 編集 - 祖田富美夫
- 助監督 - 戸田幸男

### 製作
1970年代半ば頃まで各映画会社でよく製作された歌謡映画の一本で、『週刊現代』は1970年の邦画総括として「ハダカ路線・ヤクザ路線と、"低俗化"の一途をたどった邦画界」と評した。

#### キャステング
「東映の次代のホープ」と岡田茂東映常務兼企画製作本部長から期待された谷の初主演作。当時の谷はブロマイド売上げで男優部門で上位争いする人気スターだった。辺見マリが銀座のクラブ「ノムノム」設定の店内で「経験」をほぼフルコーラス歌う。演技はしない。歌手デビュー直後の大信田礼子も続けて歌を歌う。大信田は「ずべ公番長シリーズ」が始まった時期で、歌手としてのゲスト出演を強調するためか、本作では上半身だけしか映さず、自慢の脚線美は一切映さない。また平松あき子（大原麗子）らと同じ銀座のクラブホステスとして五十嵐じゅんが本作直前に公開された『ずべ公番長 夢は夜ひらく』と同じ格好で出演しており、大信田と合わせて同時期の撮影と見られる。ホステス仲間に色が黒いことをいじられる。東映ビデオの作品紹介には「谷隼人と渡瀬恒彦にしだかれる大原麗子のたわわな胸がまぶしすぎる愛蔵版」などと書かれているが、大原は胸は出さない。胸を露出するのは集三枝子と三原葉子、男装の麗人役・賀川雪絵。
桜井年男（谷隼人）が、最初は新宿のバーでバーテンとして小林稔侍らと働いていたが、野心は強く、阿井川さおり（三原葉子）のヒモになり、阿井川がママを務める銀座の高級クラブにホステスのスカウト兼黒服として移る。年男は最後に再び新宿のバーに戻るが、カウンターで飲む客として石倉三郎が出演している。台詞はない。	

#### 撮影
軟派な年男（谷）と硬派な長距離トラック運転手・的場勇（渡瀬恒彦）が小悪魔的なあき子（大原）を取りあう設定で、ラスト近くに川土手と川に入って谷と渡瀬が延延と殴り合うシーンがある。勿論当て振りながら何度かはコンタクトしているものと見られ、谷は「自分も渡瀬さんも空手をやっていたので渡瀬さんに可愛がってもらっていた」「渡瀬さんから『谷くん、マジでやろうぜ』と言われ、段どり通りはやらず、結構やっている（ケンカ最強説もある渡瀬に対して）千葉真一ともアクションをやっているから、渡瀬さんぐらいはイケる。若いし全然平気だった」などと話している。
年男（谷）とあき子（大原）、矢沢初枝（集三枝子）が出会うシーンで、年男がナンパトークとして、あき子と初枝の雰囲気から、二人の出身地を当てる試みを行うが、年男が初枝に「毛深いからア〇ヌだろ」という危ない台詞がある。

### DVD
「東映 ザ・定番シリーズ第16弾」の一本として東映ビデオから2017年9月13日にDVDが発売されている。

### 同時上映
『極道凶状旅』
- 主演 - 若山富三郎 / 監督 - 山下耕作 / 原案 - 松本功 / 脚本 - 原田隆司

※「極道シリーズ」第7弾、『極道凶状旅』は1970年10月3日から公開。